# Liste des ministres sénégalaises
Cette liste de ministres sénégalaises recense, par cabinet, toutes les femmes qui ont été membres d'un gouvernement, depuis les années 1970. Elles constituent au début des exceptions au sein de la vie politique sénégalaise.

## Gouvernement inconnu
- Caroline Faye Diop

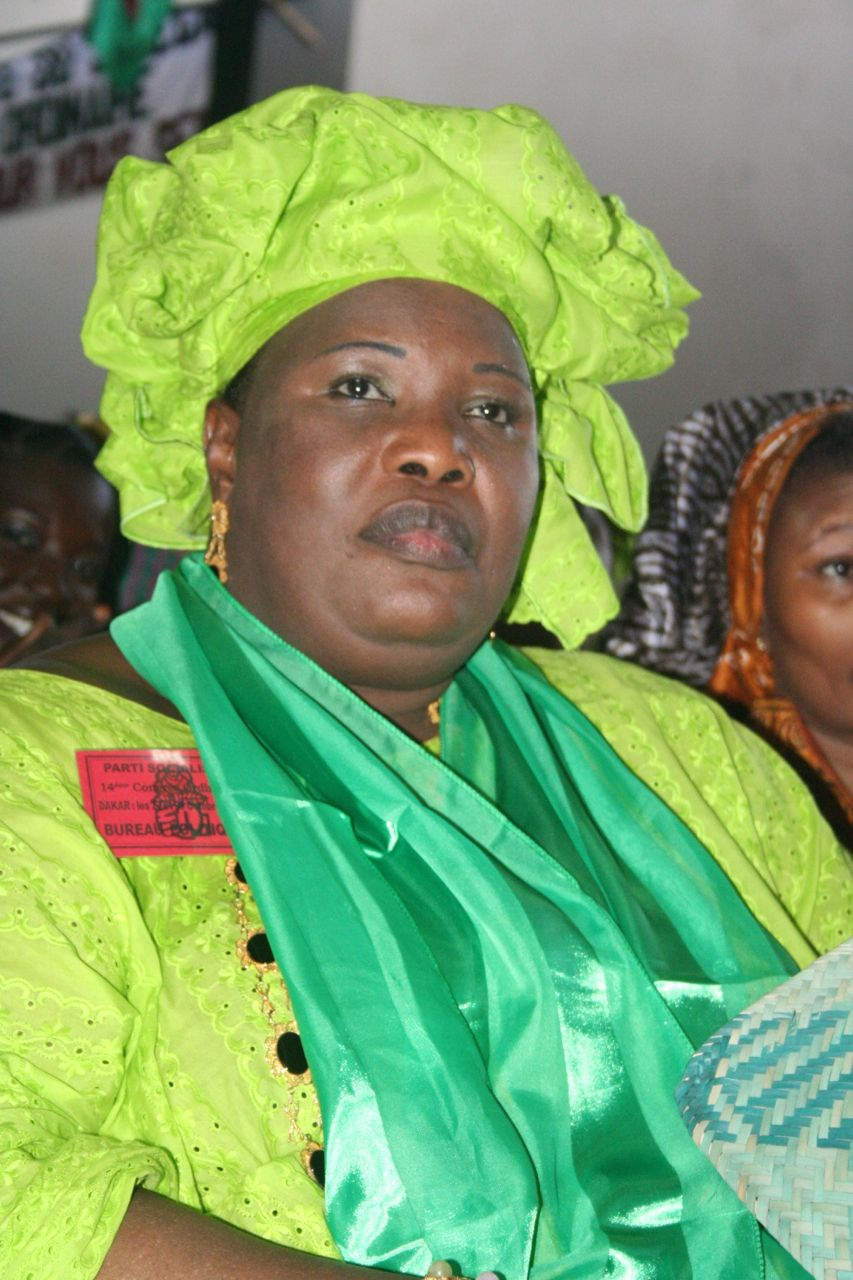
Aminata Mbengue Ndiaye, ministre de la Femme, de l'Enfant et de la Famille entre 1994 et 2000 et ministre de l'Élevage depuis 2012.

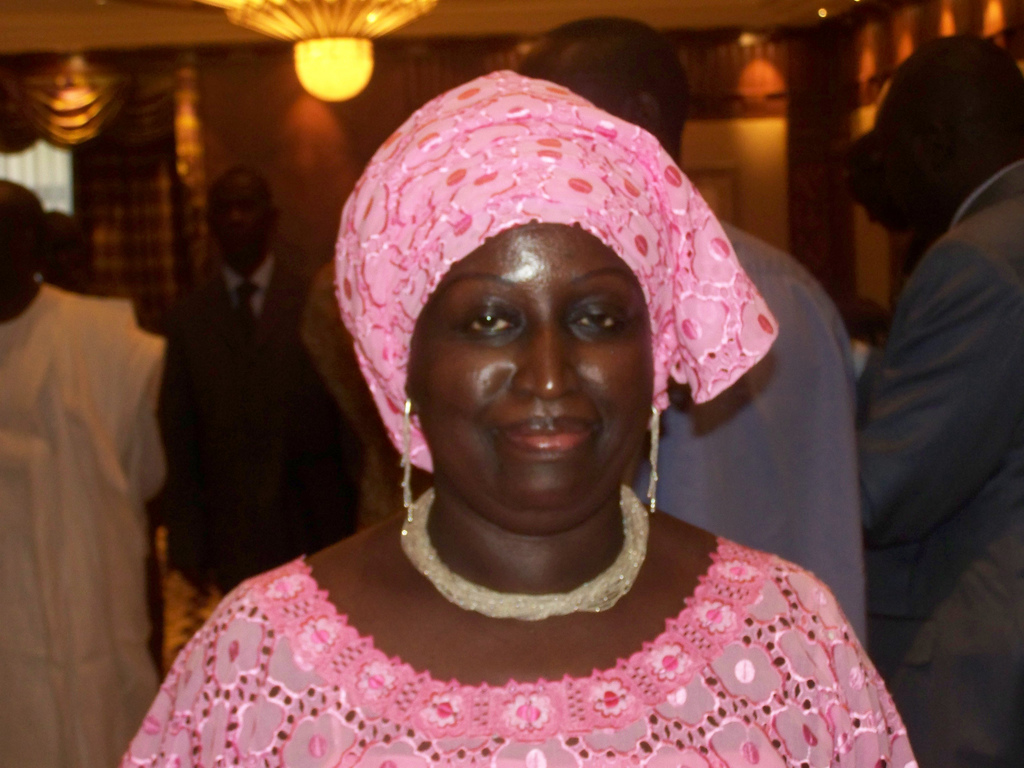
Penda Mbow, ministre de la Culture entre 2001 et 2002.

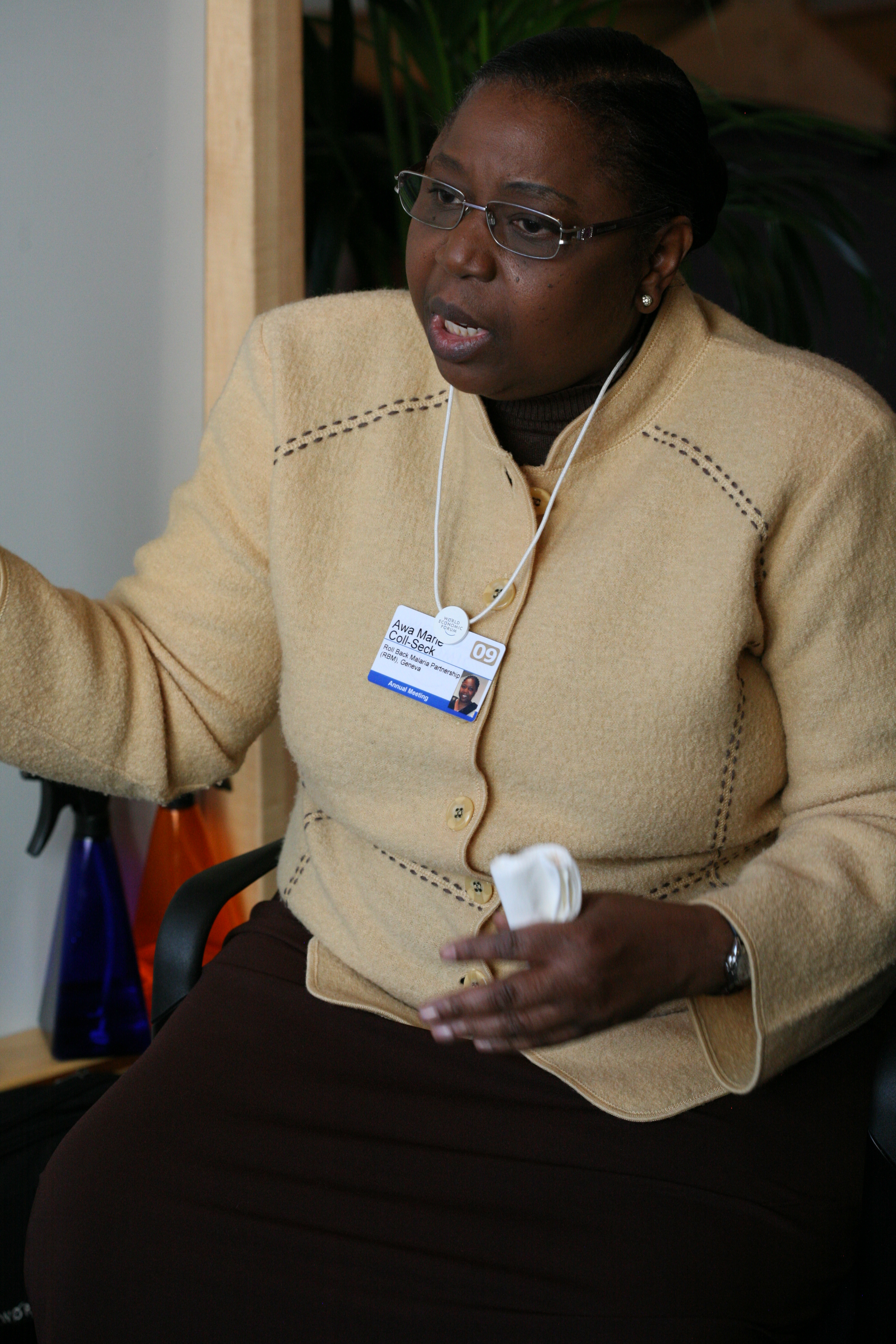
Awa Marie Coll Seck, ministre de la Santé, de l'Hygiène et de la Prévention entre 2001 et 2003 et ministre de la Santé et de l'Action sociale depuis 2012.

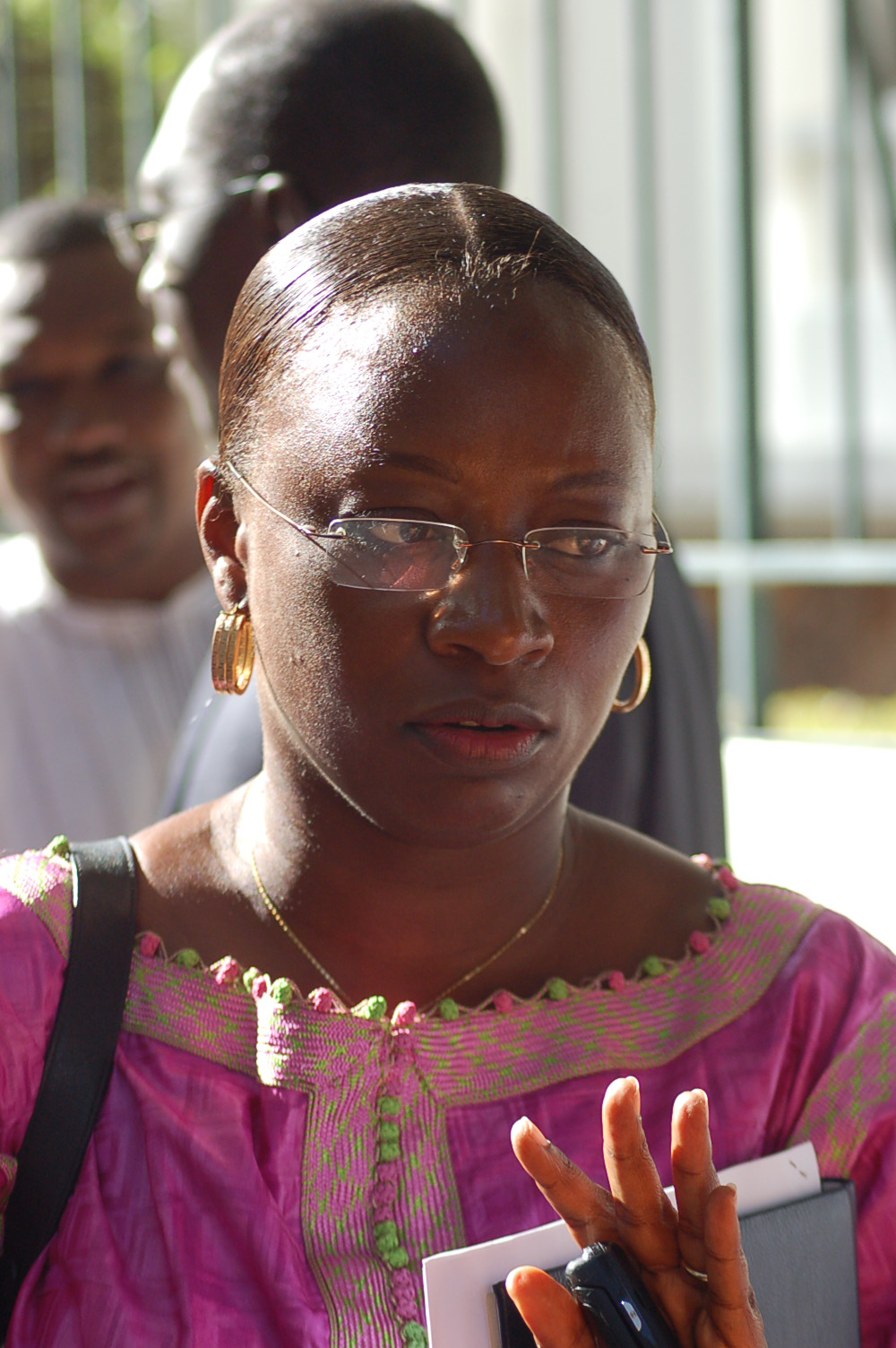
Safiatou Thiam, ministre de la Santé et de la Préventions entre 2007 et 2009.

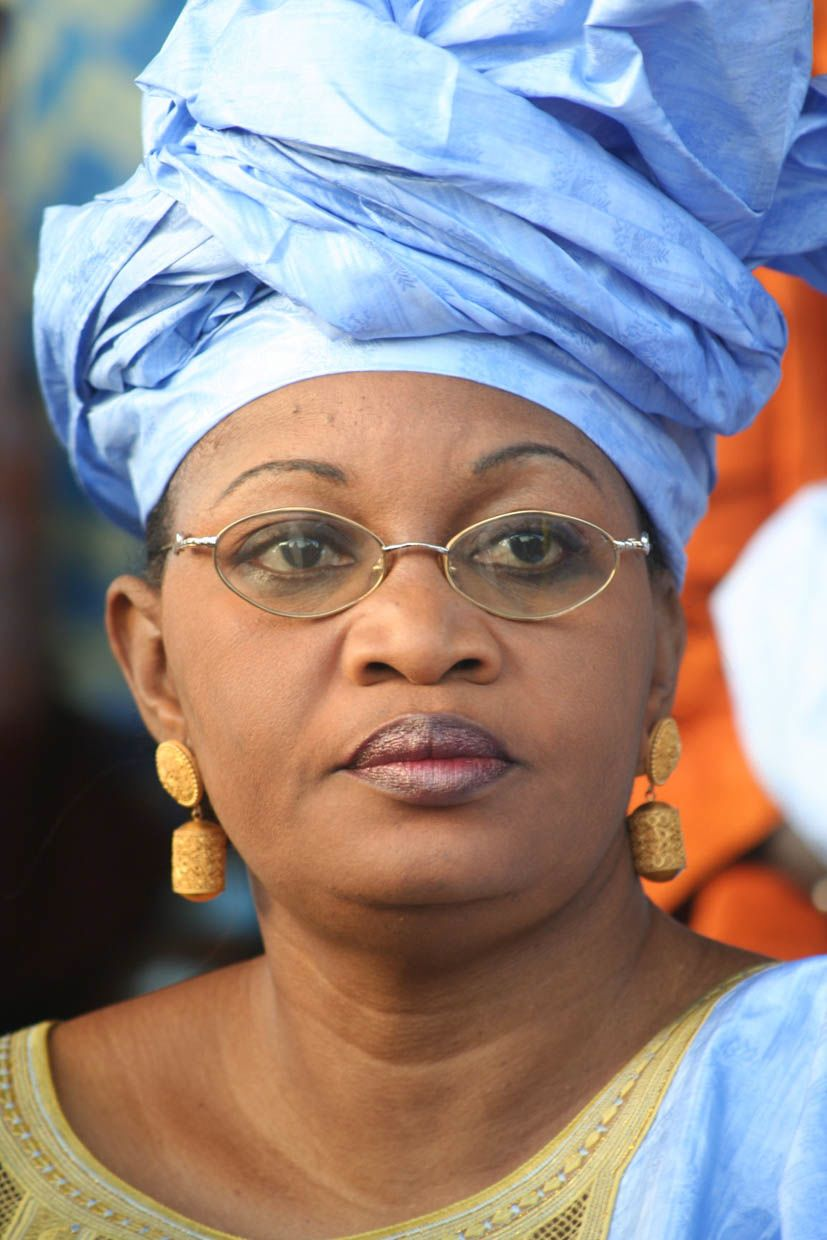
Aïssatou Mbodj, ministre de la Femme, de la Famille et du Développement social entre 2004 et 2007 et ministre de la Transformation alimentaire des Produits agricoles entre 2009 et 2012.

  - Ministre des Affaires sociales entre le 15 mars 1978 et le 9 avril 1979.
- Maïmouna Kane
  - Secrétaire d’État auprès du Premier ministre chargée de la Condition féminine, de la Condition humaine et de la Promotion humaine entre le 15 mars 1978 et le 6 novembre 1982.

## Gouvernement Thiam I
- Caroline Faye Diop
  - Ministre déléguée auprès du Premier ministre entre 1981 et 1982.
  - Ministre d'État entre 1982 et le 3 avril 1983.

## Gouvernement Niasse I
- Maïmouna Kane
  - Ministre du Développement social entre le 3 avril 1983 et le 20 octobre 1987.
- Marie Sarr Mbodj
  - Secrétaire d’État auprès du ministre de l’Éducation nationale chargée de l’enseignement technique et professionnel entre le 3 avril 1983 et le 2 janvier 1986.
  - Ministre de la Santé publique entre le 2 janvier 1986 et le 5 avril 1988.
- Mantoulaye Guène
  - Ministre du Développement social entre le 20 octobre 1987 et le 5 avril 1988.

## Gouvernement «de 1988»
- Thérèse King
  - Ministre de la Santé publique entre le 5 avril 1988 et le 27 mars 1990.
- Ndioro Ndiaye
  - Ministre du Développement social entre le 5 avril 1988 et le 27 mai 1990.
  - Ministre de la Femme, de l'Enfant et de la Famille entre le 8 avril 1991 et le 15 mars 1995.
- Fatou Ndongo Dieng
  - Ministre déléguée auprès du président de la République chargée des Immigrés entre le 5 avril 1988 et le 27 mars 1990.

## Gouvernement Thiam II et III
- Mame Coura Bâ Thiam
  - Ministre de la Culture entre le 2 juin 1993 et le 15 mars 1994.
- Mata Sy Diallo
  - Ministre déléguée auprès du Premier ministre chargée des Émigrés entre le 2 juin 1993 et le 5 avril 1998.
- Aminata Mbengue Ndiaye
  - Ministre de la Femme, de l'Enfant et de la Famille entre le 15 mars 1994 et le 3 avril 2000.
- Marie-Louise Correa
  - Ministre de la Recherche scientifique et des Technologies entre le 15 mars 1994 et le 4 juillet 1998.

## Gouvernement Loum
- Marie-Louise Correa
  - Ministre du Travail et de l'Emploi entre le 5 avril 1998 et le 3 avril 2000.
- Aïssata Tall Sall
  - Ministre de la Communication entre le 5 avril 1998 et le 3 avril 2000.
- Aminata Mbengue Ndiaye
  - Ministre de la Famille, de l'Action sociale et de la Solidarité nationale entre 1998 et 2000.
- Aminata Abibatou Mbaye
  - Ministre déléguée auprès du Premier ministre, chargée de l'Intégration économique africaine entre le 5 avril 1998 et le 3 avril 2000.
- Aïssatou Niang Ndiaye
  - Ministre déléguée auprès du ministre de l'Économie, chargée du Budget entre le 5 avril 1998 et le 3 avril 2000.

## Gouvernement Niasse II
- Mame Madior Boye
  - Ministre de la Justice entre le 3 avril 2000 et le 4 mars 2001.
- Marie-Lucienne Mbengue
  - Ministre de l'Éducation nationale entre le 3 avril 2000 et le 12 mai 2001.
- Khadi Fall
  - Ministre de l'Aménagement du territoire et décentralisation entre le 3 avril 2000 et le 12 mai 2001.
- Haoua Dia Thiam
  - Ministre des Relations avec les Assemblées entre le 3 avril 2000 et le 12 mai 2001.
- Awa Guèye Kebe
  - Ministre déléguée auprès du ministre de la Famille et de la Solidarité nationale et de la Petite enfance entre le 2 novembre 2000 et le 12 mai 2001.
  - Ministre de Commerce entre le 22 avril 2004 et ?.

## Gouvernement Boye
- Mame Madior Boye
  - Première ministre entre le 4 mars 2001 et le 5 novembre 2002.
- Awa Guèye Kebe
  - Ministre de la Petite enfance entre le 4 mars 2001 et le 5 novembre 2002.
- Penda Mbow
  - Ministre de la Culture entre le 4 mars 2001 et le 5 novembre 2002.
- Haoua Dia Thiam
  - Ministre des Relations avec les Institutions entre le 4 mars 2001 et le 5 novembre 2002.
- Awa Marie Coll Seck
  - Ministre de la Santé, de l'Hygiène et de la Prévention entre le 12 mai 2001 et le 22 août 2003.

## Gouvernements Seck I et II
- Mame Madior Boye
  - Ministre de la Justice à des dates inconnues.
- Awa Marie Coll Seck
  - Ministre de la Santé, de l'Hygiène et de la Prévention entre le 12 mai 2001 et le 22 août 2003.
- Awa Guèye Kebe
  - Ministre de la Famille et de la Solidarité nationale entre le 6 novembre 2002 et le 22 avril 2004.
- Maïmouna Sourang Ndir
  - Ministre du Développement social entre le 5 novembre 2002 et le 25 août 2003.
- Soukeyna Ndiaye Ba
  - Ministre de la Coopération décentralisée et de la Planification régionale entre le 22 avril 2004 et le 8 août 2005.
- Aïcha Agne Pouye
  - Ministre des PME et du Commerce entre le 6 novembre 2002 et le 25 août 2003.
  - Ministre du Commerce entre le 25 août 2003 et 2004.
- Saoudatou Ndiaye Seck
  - Ministre de l'Entreprenariat féminin et du Micro-Crédit entre le 6 novembre 2002 et le 25 août 2003.
- Thiéwo Cissé Doucouré
  - Ministre déléguée auprès du ministre de l'Intérieur, chargée des Collectivités locales entre le 12 mai 2001 et le 22 avril 2004.
- Ndèye Khady Diop
  - Ministre déléguée auprès du ministre de l'Éducation, chargée du Pré-scolaire et de la Case des tout-petits entre le 6 novembre 2002 et 2003.
- Marième Ndiaye
  - Ministre de l'Entreprenariat féminin entre le 25 août 2003 et 2004.
- Aminata Tall
  - Ministre d'État auprès du Président de la République entre août 2003 et 2004.

## Gouvernements Sall I et II
- Aminata Tall
  - Ministre d'État, ministre des Collectivités locales et de la Décentralisation entre le 22 mai 2004 et mars 2006.
  - Ministre d'État auprès du Président de la République entre mars 2006 et février 2007.
- Aïssatou Mbodj
  - Ministre de la Femme, de la Famille et du Développement social entre le 22 avril 2004 et le 25 juin 2007.
- Safiétou Ndiaye Diop
  - Ministre de la Culture et du Patrimoine historique classé entre le 22 avril 2004 et le 8 août 2005.
- Maïmouna Sourang Ndir
  - Ministre des PME et de la Micro-finance entre le 18 mai 2005 et le 2 janvier 2006.
  - Ministre du Cadre de vie et des Loisirs dans le même laps de temps.
- Marie-Pierre Sarr Traoré
  - Ministre des PME, de l'Entreprenariat féminin et de la Micro-finance entre le 2 janvier 2006 et le 23 novembre 2006.
- Yaye Kene Gassama Dia
  - Ministre de la Recherche scientifique entre 14 juillet 2005 et une date inconnue.
- Oumou Khaïry Guèye Seck
  - Ministre de l'Élevage entre le 22 avril 2004 et 2007.
- Awa Fall Diop
  - Ministre des Relations avec les institutions entre le 18 mai 2005 et 2007.
- Sokhna Touré Fall
  - Ministre déléguée auprès du Premier ministre, chargée du Développement local entre le 16 octobre 2006 et le 11 novembre 2006.
- Awa Diop
  - Ministre déléguée auprès du Premier ministre entre le 16 octobre 2006 et le 28 février 2008[réf. nécessaire].
- Awa Guèye Kebe
  - Ministre de la Famille et de la Solidarité nationale entre le 22 avril 2004 et le 22 avril 2005.
- Aminata Diallo
  - Ministre de la Santé entre le 22 avril 2004 et le 14 juillet 2005.
- Bineta Ba Samb
  - Ministre de l'Industrie et de l'Artisanat entre 9 mars 2005 et 2007.

## Gouvernement Soumaré
- Innocence Ntab
  - Ministre d'État, ministre de la Fonction publique, de l'Emploi, du Travail et des Organisations professionnelles entre le 25 juin 2007 et le 30 avril 2009.
- Awa Ndiaye
  - Ministre de la Famille, de la Solidarité nationale, de l'Entreprenariat féminin et de la Microfinance entre le 25 juin 2007 et le 30 avril 2009.
- Safiatou Thiam
  - Ministre de la Santé et de la Prévention entre le 19 juin 2007 et le 30 avril 2009.
- Aminata Lo
  - Ministre des Sénégalais de l'extérieur entre le 19 juin 2007 et le 30 avril 2009.
- Sophie Gladima Siby
  - Ministre de Télécommunications, des Postes, des Technologies de l’Information et de la Communication entre le 25 juin 2007 et le 30 avril 2009.
- Fatou Binetou Taya Ndiaye
  - Ministre de la Solidarité nationale entre le 25 juin 2007 et une date inconnue.
- Fatou Danielle Diagne
  - Ministre de la Compétitivité et de la Bonne gouvernance entre le 25 juin 2007 et une date inconnue.
- Fatou Gassama
  - Ministre de l'Artisanat et du Tourisme entre le 25 juin 2007 et une date inconnue.
- Fatou Gaye Sarr
  - Ministre déléguée auprès du ministre du Développement rural et de l'Agriculture, chargée du Développement rural, entre le 25 juin 2007 et une date inconnue.

## Gouvernements Ndiaye I et II
- Ndèye Khady Diop
  - Ministre d'État, ministre de la Famille, de la Solidarité nationale, de la Sécurité alimentaire, de l’Entreprenariat féminin, de la Microfinance et de la Petite enfance entre le 30 avril 2009 et le 4 avril 2012.
- Thérèse Coumba Diop
  - Ministre de la Santé, de la Prévention et de l’Hygiène publique entre le 30 avril 2009 et le 4 avril 2012.
- Thérèse Coumba Diop
  - Ministre de l’Agriculture et de la Pisciculture entre le 30 avril 2009 et le 4 avril 2012.
- Aïssatou Mbodj
  - Ministre de la Transformation alimentaire des Produits agricoles entre le 30 avril 2009 et le 4 avril 2012.
- Awa Ndiaye
  - Ministre de la Culture entre une date inconnue et le 4 avril 2012.

## Gouvernement Mbaye
- Awa Marie Coll Seck
  - Ministre de la Santé et de l'Action sociale entre le 4 avril 2012 et le 1er septembre 2013.
- Aminata Touré
  - Ministre de la Justice entre le 4 avril 2012 et le 1er septembre 2013.
- Mariama Sarr
  - Ministre de la Femme, de l'Enfant et de l'Entrepreneuriat féminin entre le 4 avril 2012 et le 1er septembre 2013.
- Mata Sy Diallo
  - Ministre du Commerce, de l'Industrie et de l'Artisanat entre le 4 avril 2012 et le 29 octobre 2012.
- Aminata Mbengue Ndiaye
  - Ministre de l'Élevage entre le 4 avril 2012 et le 1er septembre 2013.
- Khoudia Mbaye
  - Ministre de l'Urbanisme et de l'Habitat entre le 4 avril 2012 et le 1er septembre 2013.

## Gouvernement Touré
- Aminata Touré
  - Première ministre du 1er septembre 2013 au 6 juillet 2014.
- Awa Marie Coll Seck
  - Ministre de la Santé et de l'Action sociale du 1er septembre 2013 au 6 juillet 2014.
- Anta Sarr
  - Ministre de la Femme, de la Famille et de l’Enfance du 1er septembre 2013 au 6 juillet 2014.
- Aminata Mbengue Ndiaye
  - Ministre de l’Élevage et des Productions animales du 1er septembre 2013 au 6 juillet 2014.
- Maïmouna Ndoye Seck
  - Ministre de l’Énergie du 1er septembre 2013 au 6 juillet 2014.
- Khoudia Mbaye
  - Ministre de l’Urbanisme et de l'Habitat du 1er septembre 2013 au 6 juillet 2014.

## Gouvernement Dionne
- Awa Marie Coll Seck
  - Ministre de la Santé et de l'Action sociale entre le 6 juillet 2014 et le 7 septembre 2017.
  - Ministre d'État auprès du président de la République depuis le 11 septembre 2017.
- Mariama Sarr
  - Ministre de la Femme, de la Famille et de l’Enfance depuis le 6 juillet 2014.
- Aminata Mbengue Ndiaye
  - Ministre de l’Élevage et des Productions animales depuis le 6 juillet 2014.
- Khoudia Mbaye
  - Ministre de la Promotion des investissements, des Partenariats et du Développement des téléservices de l'État depuis le 6 juillet 2014.
- Maïmouna Ndoye Seck
  - Ministre de l'Énergie et du Développement des énergies renouvelables depuis le 6 juillet 2014.
- Viviane Bampassy
  - Ministre de la Fonction publique, de la Rationalisation des effectifs et du Renouveau du service public à partir du 6 juillet 2014.
- Fatou Tambédou
  - Ministre déléguée auprès du ministre du Renouveau urbain, de l'Habitat et du cadre de vie, chargée de la Restructuration et de la Requalification des banlieues depuis le 6 juillet 2014.

## Accès aux portefeuilles
| Année | Nom                     | Ministère                 |
| ----- | ----------------------- | ------------------------- |
| 1978  | Caroline Faye Diop      | Affaires sociales         |
| 1982  | Caroline Faye Diop      | Ministre d'État           |
| 1988  | Thérèse King            | Santé                     |
| 1993  | Mame Coura Bâ Thiam     | Culture                   |
| 1993  | Marie-Louise Correa     | Recherche scientifique    |
| 1998  | Marie-Louise Correa     | Travail                   |
| 1998  | Aissata Tall Sall       | Communication             |
| 1998  | Aminata Mbengue Ndiaye  | Famille                   |
| 2000  | Mame Madior Boye        | Justice                   |
| 2000  | Marie-Lucienne Mbengue  | Éducation nationale       |
| 2000  | Khady Fall              | Aménagement du territoire |
| 2001  | Mame Madior Boye        | Première ministre         |
| 2002  | Aïcha Agne Pouye        | Commerce                  |
| 2004  | Oumou Khaïry Guèye Seck | Élevage                   |
| 2007  | Innocence Ntab          | Fonction publique         |
| 2007  | Sophie Gladima Siby     | Télécommunications        |
| 2009  | Thérèse Coumba Diop     | Agriculture               |
| 2013  | Maïmouna Ndoye Seck     | Énergie                   |
| -     | -                       | Intérieur                 |
| -     | -                       | Forces armées             |
| -     | -                       | Finances                  |
| -     | -                       | Environnement             |
| -     | -                       | Affaires étrangères       |
| -     | -                       | Jeunesse                  |